# هارتلکرینگ
هارتلکرینگ (به هلندی: Hartelkering) یک سد و منطقهٔ مسکونی در هلند است که در Rotterdam واقع شده‌است.